# Isild Le Besco
Isild Le Besco (París, 22 de noviembre de 1982) es una actriz y cineasta francesa. Ha participado en más de treinta películas, entre las que destacan Sade (2000), un largometraje francés protagonizado por Daniel Auteuil, y The Good Heart, dirigida por Dagur Kari. Es hermana de la actriz y cineasta Maïwenn e hija de la actriz Catherine Belkhodja.

## Filmografía

### Cine
- 1990: Lacenaire de Francis Girod
- 1996: La Puce de Emmanuelle Bercot
- 1999: Girls Can't Swim de Anne-Sophie Birot
- 2000: Adieu Babylone de Frédéric Frydmann
- 2000: Sade de Benoît Jacquot
- 2001: Roberto Succo de Cédric Kahn
- 2002: Un Moment de bonheur de Antoine Santana
- 2002: La Repentie de Laetitia Masson
- 2002: Adolphe de Benoît Jacquot
- 2003: Le Cout de la vie de Philippe Le Guay
- 2004: A tout de suite de Benoît Jacquot
- 2005: Backstage de Emmanuelle Bercot
- 2005: La Ravisseuse de Antoine Santana
- 2006: Wild Camp de Christophe Ali and Nicolas Bonilauri
- 2006: L'Intouchable de Benoît Jacquot
- 2006: U de Serge Elissalde y Grégoire Solotareff
- 2007: Pas douce de Jeanne Waltz
- 2008: Enfances
- 2009: Je Te Mangerais de Sophie Laloy
- 2009: The Good Heart
- 2010: Deep in the Woods
- 2014: Manhattan Romance
- 2014: Les brigands
- 2014: Portrait of the Artist
- 2014: The New Girlfriend
- 2015: Mon roi

### Televisión
- 1987: Reflets perdus du miroir de Catherine Belkhodja
- 1999: Une Fille rebelle
- 1999: Le Choix d’Élodie de Emmanuelle Bercot
- 2003: La Maison du canal
- 2003: Les Mythes urbains

### Como guionista
- 1998: Demi-tarif
- 2004: Charly
- 2010: Bas-fonds

### Como directora
- 2004: Demi-tarif
- 2007: Enfances
- 2007: Charly
- 2010: Bas-fonds
- 2014: Ponts de Sarajevo (Documental)

## Premios y distinciones
Festival Internacional de Cine de Venecia
| Año  | Categoría                                                      | Película      | Resultado |
| ---- | -------------------------------------------------------------- | ------------- | --------- |
| 2006 | Premio Marcello Mastroianni al mejor actor o actriz revelación | L’intouchable | Ganadora  |